# Reigl Judit
Reigl Judit, Némedy (Kapuvár, 1923. május 1. – Marcoussis, 2020. augusztus 7.) franciaországi Kossuth-díjas magyar festőművész.

## Életútja
Felsőfokú tanulmányokat a budapesti Magyar Képzőművészeti Főiskolán (1941–45) folytatott, ahol Szőnyi István volt a mestere. A római Magyar Akadémia ösztöndíjával kijutott tanulmányútra (1946–48) Olaszországba. 1950-ben Magyarország és Nyugat-Európa közt már leereszkedett a „vasfüggöny”, Reigl nyolc alkalommal kísérelte meg az átjutást, csak a kilencedik alkalommal sikerült. A festészet szabad művelése céljából „disszidált”, mert itthon politikusok portréinak megfestésére kapott megrendelést (Sztálin, Rákosi, Gerő). Ausztrián, Svájcon, Németországon, Belgiumon keresztül jutott el a francia fővárosba. 1950-től Párizsban, 1963 óta Marcoussis-ban (Île-de-France) telepedett le.

## Művészete
1954 óta kiállítóművész Franciaországban, első kiállításának katalógusához az előszót André Breton, a szürrealizmus teoretikusa írta. Magyarországon a 2000-es évek közepétől kezdődtek műveinek bemutatói. Művészetének korai szakaszát a szürrealizmus jegyei jellemezték, talán mert Párizsban éppen egy szürrealista körbe csöppent, de innen kihátrált, s útja a lírai absztrakció felé vitte, legnagyobb hatást tett rá Georges Mathieu, az egyik legnagyobb francia lírai absztrakt festő, aki az Egyesült Államokban is nagy sikereket aratott. Reigl Judit szürrealista, majd lírai absztrakt sorozatai szintén sikereket arattak Franciaországban, de főleg a Német Szövetségi Köztársaságban (NSZK) s Amerikában, itt több díjat is kapott munkáiért, s egyben megismerte az amerikai absztrakt expresszionista irányvonalat (tasizmus), köztük Jackson Pollock, Willem de Kooning, Franz Kline művészetét. A gesztusokkal a mozgást, a lebegést, a feszültséget, a folyamatok változását, a létezés ritmusát és gyökereit egyaránt képes megmutatni lenyűgöző hatalmas vásznain. Figuratív- vagy non-figuratív ábrázolás számára kódolás, dekódolás kérdése, de lehet akár antropomorf is.
Alkotásai megtalálhatók a világ legjelentősebb múzeumainak a gyűjteményeiben, mint a Buffalo AKG Art Museum, a Cleveland Museum of Art, a Magyar Nemzeti Galéria, a New York-i Metropolitan Művészeti Múzeum, a Museum of Fine Arts, Houston, a New York-i  Modern Művészeti Múzeum,  a New York-i  Solomon R. Guggenheim Múzeum, a londoni  Tate Galéria, vagy a toledói Museum of Art, ill. Franciaországban a párizsi Musée d’Art moderne de Paris, a Musée national d'Art moderne és a vidéki múzeumok között a Musée de Grenoble (Grenoble).

## Kiállítások (válogatás)[23]

### Egyéni
- 1954 • Galerie l'Étoile Scellée, Párizs
- 1956 • Galerie Kléber, Párizs (kat.)
- 1958 • Galerie Van de Loo, München (kat.) • Gallery Drian, London
- 1959, 1962 • Galerie Kléber, Párizs
- 1960 • Galerie Van de Loo, Essen
- 1961 • Kunstverein, Freiburg im Breisgau (Német Szövetségi Köztársaság) (kat.)
- 1966 • Galerie Van de Loo, München (kat.)
- 1972 • Rétrospective 1952-1972 (kat.), M. J. C. de la Vallée de Chevreuse, Bures-sur-Yvette • Rétrospective 1952-1972, I. N. P. E., Marly le Roi • Galerie Rencontres, Párizs
- 1973 • Galerie Rencontres, Párizs (kat.)
- 1974 • Galerie Rencontres, Párizs (kat.) • ~ (gyűjt. kat.), Maison de la Culture, Rennes (FR)
- 1975 • Galerie Rencontres, Párizs
- 1976 • Galerie Rencontres, Párizs (kat.) • A.R.C. 2, Musée d'Art Moderne de la Ville de Paris (kat.)
- 1978 • Galerie Yvon Lambert, Párizs • Musée de Peinture, Grenoble (FR) (kat.)
- 1979, 1981 • Galerie Jolliet, Québec (CA)
- 1980 • Galerie Yvon Lambert, Párizs
- 1982, 1984 • Galerie Jolliet, Montreal • Galerie de France, Párizs
- 1985 • Galerie de France, Párizs • Musée d'Evreux, Ancien Evechê (kat.)
- 1989 • Centre d'Arts Contemporains, Orléans
- 1989-1990 • FRAC Auvergne, Clermont-Ferrand
- 1992 • Musée de Brou, Bourg-en-Bresse • Galerie de France, Párizs
- 1994 • Donation Goreli, Musée National d'Art Moderne, Párizs
- 2001 • Musée de Brou
- 2005 •  Reigl Judit retrospektív kiállítása, Műcsarnok, Budapest
- 2009 •  Reigl Judit: Folyamat, Makláry Fine Arts, Budapest
- 2010 •  A létezés ritmusa – Reigl Judit életmű-kiállítása, Modern és Kortárs Művészeti Központ (MODEM), Debrecen
- 2014 • Reigl Judit – Űr és extázis • Ludwig Múzeum – Kortárs Művészeti Múzeum, Budapest
- 2023 • Reigl Judit-100 • Neue Nationalgalerie, Berlin[24]
- 2023 • Reigl Judit Haláltánc • Szépművészeti Múzeum [25]

### Csoportos
- 1944 • VII. Nemzeti Képzőművészeti Kiállítás, Műcsarnok, Budapest
- 1947 • Magyar Akadémia, Róma
- 1948 • Mostra de Pittura e Scultura Ungherese Contemporanea, Catania
- 1956 • Cinq oeuvres nouvelles • Galerie René Drouin, Párizs
- 1957, 1958 • Galerie Kléber, Párizs
- 1960 • Form, Struktur, Bedeutung, Städtisches Galerie, München
- 1963 • Musée des Beaux-Arts, Lausanne
- 1964 • Guggenheim International Award, Guggenheim Museum, New York
- 1966 • Salon de Mai, Párizs
- 1967-1968 • Museum of Arts, Carnegie Fondation, Pittsburgh
- 1969 • L'oeil écoute. Exposition Internationale d'Art Contemporain, Palais des Papes, Avignon
- 1970 • Un art subjectif, Centre d'Art Contemporain de l'Abbaye de Beaulieu, Beaulieu (FR)
- 1972 • Six from Europe, Phoenix Gallery, Pittsburgh
- 1973 • l'Espace lyrique, Centre d'Art Contemporaine de Beaulieu, Beaulieu (FR)
- 1974-1975 • Galerie Rencontres, Párizs
- 1976 • Art Contemporaine 2, Musée d'Art Moderne, Párizs
- 1977 • 3 collections... 3 villes • l'avant-garde 1960-1976, Musée Cantini Marseille
- 1978 • Galerie Yvon Lambert, Párizs • Aspects de l'art en France, Art 9'78, Bázel
- 1979 • Tendances de l'art en France, ARC, Musée d'Art Moderne de la Ville de Paris, Párizs
- 1981 • Bram van Velde, Simon Hantaϊ, Judith Reigl..., M. Sainte-Croix, Poitiers
- 1982 • The subject of painting, Museum of Modern Art, Oxford • Tisztelet a szülőföldnek. Külföldön élő magyar származású művészek II. kiállítása, Műcsarnok, Budapest
- 1983-1984 • Vingt ans d'art en France 1960-1980, Mittelrheinische Landesmuseum, Mainz
- 1984 • Nouvelles acquisitions pour le Musée de Picardie, Musée d'Amiens, Amiens
- 1985 • Acquisitions 49 et autres pièces, Galerie Nationale, Beauvais (FR)
- 1988 • Art pour l'Afrique, Musée des Arts Africains et Océaniens, Párizs
- 1989 • Art Abstrait 1970-1987, Galerie Maeght, Párizs • I surrealisti, Palazzo Reale, Milánó
- 1990 • Stirn Kunsthalle am Römerberg, Frankfurt am Main
- 1991 • André Breton, Musée National d'Art Moderne, Párizs
- 1992 • Art expérimental en Europe 1946-1956, Musée d'Art Contemporain, Las Palmas (SP) • Francia kortárs művészet, Magyar Nemzeti Galéria, Budapest
- 1993 • Peinture en France 1960-1980, Musée d'Art Contemporain, Toulouse
- 1995 • G. Maeght, Barcelona
- 1996 • La dimension du corps, National Museum of Modern Art, Tokió
- 1997 • Made in France 1947-1997, Musée National d'Art Moderne, Párizs
- 1997-1998 • Abstraction en France 1940-1965, Collection du Centre Georges Pompidou, Colmar (FR)
- 2001 •  D'Alechinsky à Zao Wou ki, Georges Pompidou Központ, Párizs.
- 2011 • 12+1 – Barabás Zsófi, Csurka Eszter, Drozdik Orsolya, Göbölyös Luca, Kórodi Luca, Magyarósi Éva, Pittmann Zsófi, Reigl Judit, Soós Nóra, Szilágyi Lenke, Tóth Angelika, Verebics Ágnes kiállítása. Symbol Art Galéria, Budapest.
- 2023 • Riegl Judit és a Második párizsi iskola (Reigl Judit 100), Műcsarnok, Budapest[26]

## Díjai, elismerései (válogatás)
- Guggenheim International Award (Guggenheim Nemzetközi Díj) (New York, 1964)
- Carnegie-díj (Pittsburgh, 1967-68)
- A Magyar Köztársasági Érdemrend középkeresztje (2008)
- Kossuth-díj (2011)[27]
- AWARE díj (Archives of Women Artists, Research and Exhibitions) (Párizs, 2017)